# The Young Riders
The Young Riders er en tv-serie, som blev produceret i perioden 1989-92. Den omhandler pony-ekspressen i "det vilde vesten" i tiden før den amerikanske borgerkrig. Fokusset var på en gruppe unge pony-expressryttere, som holdt til ved en station i byen Sweetwater, Kansas. Den, der styrede det hele, var den forhenværende texas ranger Teaspoon Hunter, og husholderske, kok og "moder" var Emma, som senere blev erstattet af Rachel. Rytterne var "Buffalo Bill" Cody, Buck, Ike McSwain, James Butler "Wild Bill" Hickoc, Kid og Lou. Ike døde i slutningen af sæson to, og senere kom rollen Noah Dixon til.

## Skuespillere
- Anthony Zerbe .... Teaspoon Hunter
- Ty Miller .... The Kid
- Stephen Baldwin .... William F. Cody
- Josh Brolin .... James Butler Hickok
- Gregg Rainwater .... Running Buck Cross
- Yvonne Suhor .... Louise McCloud
- Don Collier .... William Tompkins, Shop Keeper

Resten i alfabetisk orden:
- Brett Cullen .... Marshal Sam Cain (1989-1990)
- Travis Fine .... Ike McSwain (1989-1991)
- Don Franklin .... Noah Dixon (1990-1992)
- Melissa Leo .... Emma Shannon (1989-1990)
- Christopher Pettiet .... Jesse James (1991-1992)
- John-Clay Scott .... Mr. McClarren (as John Clay Scott)
- Clare Wren .... Rachel Dunne (1990-1992)